# Crkva Božja u Republici Hrvatskoj
Nastajanje Crkve Božje usko je povezano uz nastanak i širenje pentekostnog pokreta u svijetu, također i na hrvatskim prostorima krajem 19. stoljeća. «Počeci pentekostnog pokreta u nas padaju pred Prvi svjetski rat …»
Na području Srijema i Slavonije potkraj 20-tih godina, uspostavljene su zajednice vjernika pentekostne odnosno duhovne provenijencije u različitim mjestima, konkretno i u Antinu i Tordincima, na području današnjeg ustroja Općine Tordinci.
Između dva svjetska rata navedene zajednice vjernika nisu imale crkvenih krovnih ustroja sve do 1950 god., kada se na inicijativu tadašnje ateističke vlasti uspjelo postići status Crkava. Tada je bio organiziran i Savez Kristovih crkava u FNRJ.
Odlukom starješina na Saboru u Vinkovcima, 3. ožujka 1968. g. se dio zajednica vjernika s područja Srijema i Slavonije u svom nazivu deklarira imenom Crkva Božja. 
Osamostaljenjem Republike Hrvatske, osamostaljuje se u siječnju 1992. g. i Crkva Božja u Republici Hrvatskoj, koja djeluje po mjesnim zajednicama vjernika u svojstvu Crkvenih općina. Crkva Božja u RH je strukturalno dio opće poznate Crkve Božje, Church of God International kojoj je sjedište u Clevelandu, Tennessee. Tako u našim prilikama danas u Općini Tordinci organizirano djeluje Crkva Božja – Crkvena općina Antin/Tordinci.
Uz Evanđeosku (Pentekostnu) Crkvu u Hrvatskoj i Crkva Božja u RH kao pridružena Crkva, ima potpisani Ugovor s Vladom RH o pitanjima od zajedničkog interesa, potpisan 4. srpnja 2003 g. u Zagrebu. 
Od 14. listopada 2003 g. Ministarstvo pravosuđa, uprave i lokalne samouprave je donijelo Rješenje kojim je Crkva Božja u RH – crkvena općina Antin/Tordinci upisom u Evidenciju vjerskih zajednica stekla svojstvo pravne osobe.
Prvi predvoditelji – pastori zajednice vjernika, kod organiziranog oblika bogosluženja u Antinu je bio pastor Marin Mijakić, u Tordincima pastor Marko Miklošević.
Danas vjernici Crkve Božje kao i naši prethodnici, a zajedno s drugim crkvama reformacijske baštine, te s općom Crkvom, nastoje promicati božanske istine Svetog Pisma, promicati kršćansku ljubav i međusobno uvažavanje prema svakom bratu čovjeku. Želimo molitvama i djelotvornim službovanjem starijih i mlađih, biti na izgradnju i doprinos zajednici.
Rimokatolički teolog Juraj Kolarić, na pitanje; tko su ti pentekostalci, odnosno duhovničari?, opisuje: 
«Oni su ljudi molitve i razmatranja. Oni su ljubitelji Biblije, koju rado čitaju. Vjera im je duboka. Prožeti su duhom međusobne ljubavi i solidarnosti. U našem materijaliziranom svijetu oni su dokaz da još uvijek postoje duhovne vrednote, kojima se čovjek može radovati …!»

## Vanjske poveznice
- Službena stranica Crkve Božje u RH  Arhivirana inačica izvorne stranice od 23. siječnja 2013. (Wayback Machine)
- Službena stranica Crkve Božje
- Članak o vjerskoj zajednici  Arhivirana inačica izvorne stranice od 7. prosinca 2013. (Wayback Machine)